# Biatló als Jocs Olímpics d'hivern de 1994
Als Jocs Olímpics d'Hivern de 1994 celebrats a la ciutat de Lillehammer (Noruega) es disputaren sis proves de biatló, tres en categoria masculina i tres més en categoria femenina.
Les proves es realitzaren entre els dies 18 i 26 de febrer de 1994 a les instal·lacions del Birkebeineren Skistadion. Hi participaren un total de 193 biatletes, entre ells 99 homes i 94 dones, de 32 comitès nacionals diferents.

## Resum de medalles

### Categoria masculina
| Prova                  | Or                                                              | Argent                                                                          | Bronze                                                                          |
| 10 km. esprint detalls | Serguei Txépikov                                                | Ricco Gross                                                                     | Serguei Tarasov                                                                 |
| 20 km. detalls         | Serguei Tarasov                                                 | Frank Luck                                                                      | Sven Fischer                                                                    |
| Equips detalls         | AlemanyaRicco Gross · Frank Luck · Mark Kirchner · Sven Fischer | RússiaValeri Kiriyenko · Vladimir Dratchev · Serguei Tarasov · Serguei Txépikov | SuèciaThierry Dusserre · Patrice Bailly-Salins · Lionel Laurent · Hervé Flandin |

### Categoria femenina
| Prova                   | Or                                                                           | Argent                                                                          | Bronze                                                                     |
| 7,5 km. esprint detalls | Myriam Bédard                                                                | Svetlana Paramyguina                                                            | Valentina Tserbe                                                           |
| 15 km. detalls          | Myriam Bédard                                                                | Anne Briand                                                                     | Uschi Disl                                                                 |
| Equips detalls          | RússiaNadezhda Talanova · Nataliya Snytina · Luiza Noskova · Anfisa Reztsova | AlemanyaUschi Disl · Antje Misersky · Simone Greiner-Petter-Memm · Petra Schaaf | FrançaCorinne Niogret · Véronique Claudel · Delphyne Heymann · Anne Briand |

## Medaller
| Posició | País     | Or | Argent | Bronze | Total |
| 1       | Rússia   | 3  | 1      | 1      | 5     |
| 2       | Canadà   | 2  | 0      | 0      | 2     |
| 3       | Alemanya | 1  | 3      | 2      | 6     |
| 4       | França   | 0  | 1      | 2      | 3     |
| 5       | Belarús  | 0  | 1      | 0      | 1     |
| 6       | Ucraïna  | 0  | 0      | 1      | 1     |
|         |          |    |        |        |       |
| Total   | Total    | 6  | 6      | 6      | 18    |